# Carlos Navarrete Merino
Carlos Manuel Navarrete Merino (Málaga, 4 de noviembre de 1938 - 22 de noviembre de 2023) fue un abogado y político español

## Biografía
Licenciado en Derecho por la Universidad de Sevilla, ha sido diputado por la provincia de Huelva al Congreso desde la Legislatura Constituyente de forma ininterrumpida en las listas del Partido Socialista Obrero Español hasta las elecciones de marzo de 2004. Fue también Consejero de Trabajo en el Primer Gobierno Preautonómico de Andalucía constituido en 1978 bajo la presidencia de Plácido Fernández Viagas.
Del mismo modo fue Secretario General Provincial del PSOE de Huelva hasta 1996.
| Predecesor: - | Consejero de Trabajo de la Junta de Andalucía 1978 - 1979 | Sucesor: Joaquín Jesús Galán Pérez |

- Datos: Q5751131